# تيسامورلين
تيسامورلين Tesamorelin (الاسم التجاري Egrifta) هو شكل صناعي لمطلق هرمون النمو growth-hormone-releasing hormone (GHRH) الذي يستخدم في علاج المرتبطة بفيروس نقص المناعة البشرية. ويتم إنتاجه بواسطة شركة Theratechnologies, Inc. في كندا.
تيسامورلين هو ببتيد اصطناعي يتألف من جميع الأحماض الأمينية 44 لل GHRH عند الإنسان مع إضافة مجموعة حمض العابرة-3-hexenoic. [1]